# Laura Thorn
Laura Thorn, luksemburška pevka, * 1999 ali 2000.

## Življenje in kariera
Laura Thorn se je že zelo mlada učila klavirja, violončela, klaviatur ter komorne glasbe in plesa. Študij je zaključila z magisterijem iz glasbene teorije, glasbene pedagogike in pop petja na glasbenem inštitutu IMEP v Namurju. Trenutno poučuje na glasbenem konservatoriju v luksemburškem mestu Esch-sur-Alzette.

### Pesem Evrovizije
Leta 2024 je pariški glasbeni duo, ki ga sestavljata Julien Salvia in Ludovic-Alexandre Vidal, iskal luksemburškega pevca, ki bi sodeloval pri novi skladbi. Prek njenega nekdanjega učitelja petja sta stopila v stik z Lauro. Pesem je kasneje dobila ime »La poupée monte le son«. S pesmijo se je nato prijavila na Luxemburg Song Contest 2025, ki služi kot nacionalni izbor Luksemburga za Pesem Evrovizije 2025. Dne 18. novembra 2024 je bila Laura Thorn razglašena za eno od sedmih finalistov na izboru. V finalu, ki je potekal 25. januarja 2025 v Rockhalu, je prejela največ točk mednarodnih žirij in drugo mesto v telefonskem glasovanju. Na izboru je zmagala in dobila pravico zastopati Luksemburg na tekmovanju za Pesem Evrovizije 2025 v Baslu.

## Diskografija

### Pesmi
| Naslov                   | Leto | Najvišje uvrstitve na lestvici | Album / EP |
| Naslov                   | Leto | LUX                            | Album / EP |
| ------------------------ | ---- | ------------------------------ | ---------- |
| »La poupée monte le son« | 2025 | 12                             |            |